# Peng Ping
Peng Ping (chinês tradicional:彭 萍) (Xangai, 14 de janeiro de 1967) é uma ex-basquetebolista chinesa que integrou a Seleção Chinesa Feminina entre os anos de 1988 e 1992 entre os quais conquistou a Medalha de Prata disputada nos XXV Jogos Olímpicos de Verão realizados em 1992 na cidade de Barcelona.